# بذر القمر الكندي
بذر القمر الكندي (الاسم العلمي:Menispermum canadense) هو نوع من النباتات يتبع جنس بذر القمر من الفصيلة البذر القمرية.

## انظر أيضًا

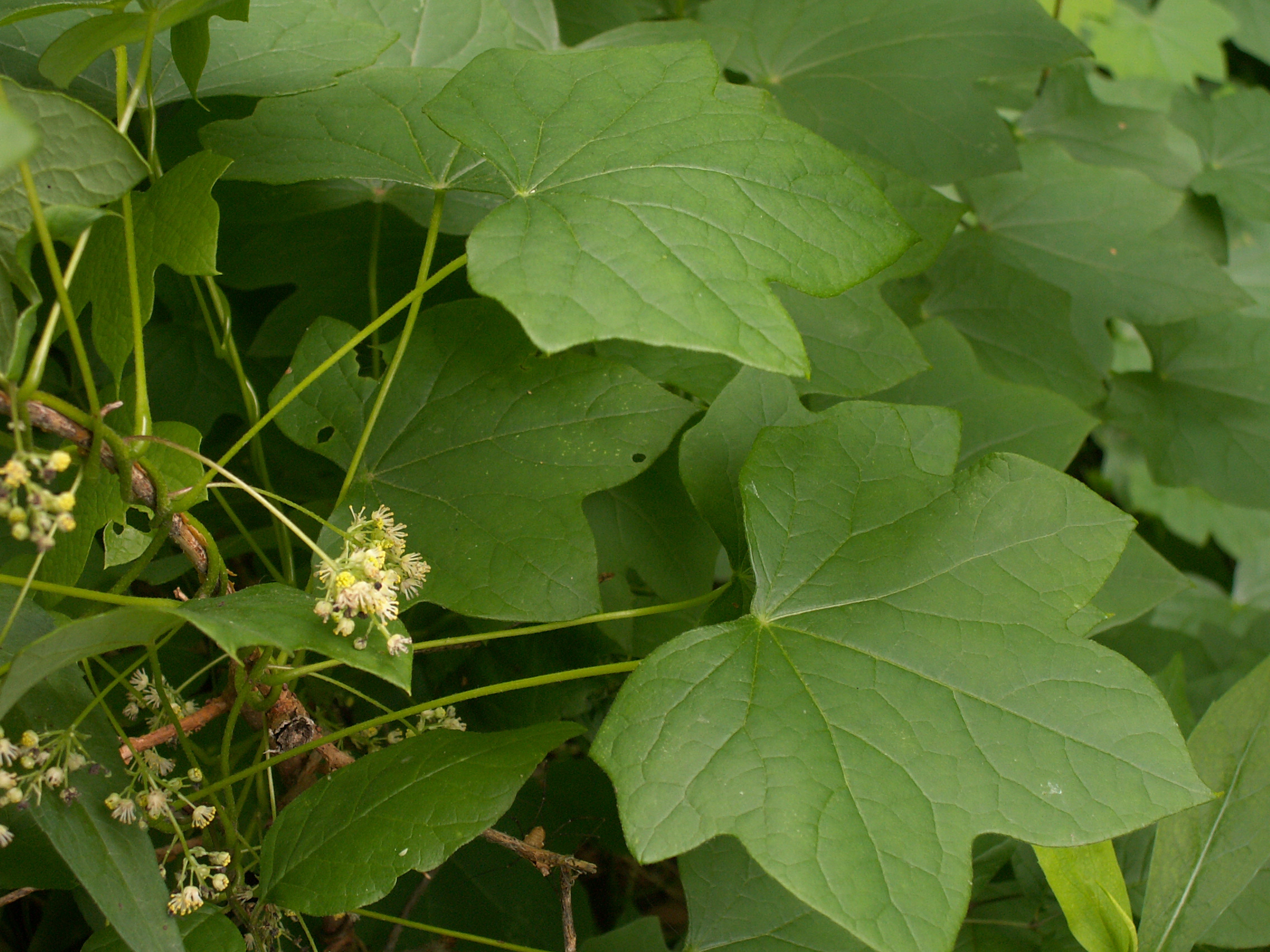